# Hijos de Rivera
Hijos de Rivera, SL és una corporació empresarial gallega, creada l'any 1906 per José María Rivera Corral, dedicada a la producció d'aigua mineral, vi, sidra, sangria, licors i, sobretot, cervesa.

## Història
L'any 1890, l'empresari nascut a As Pontes José María Rivera Corral tornà de Mèxic per fundar l'any 1906 a La Corunya la fàbrica «La Estrella de Galicia» dedicada a l'elaboració de gel i cervesa. El nom de la fàbrica tenia intenció de rememorar l'antic negoci de Veracruz «La Estrella de Oro». A la dècada de 1920 s'inicia el procés de mecanització de la fàbrica gràcies a Ramón Rivera Illade, fill del fundador, que després estudiar ciències comercials a la Universitat d'Hamburg fou un dels primers espanyols a aconseguir la diplomatura de mestre cerveser. Les millores tècniques a la fàbrica suposava l'adquisició d'una sala de cocció, sitges de fermentació i tancs metàl·lics per emmagatzemar cervesa, ajudant així a l'empresa a assumir la creixent demanda del mercat cerveser. No obstant això, patí un gran descens de vendes durant Guerra civil espanyola que únicament pogué compensar venent estocs a l'Exèrcit franquista.
L'any 1940, i per primera vegada a la història, l'empresa finalitzà el balança de comptes en pèrdues. La dècada de 1950 es caracteritzà per un primer període de bonança i un segon d'estancament. Per sortir d'aquest esvoranc, l'empresa inicià una profunda remodelació de la fàbrica de Cuatro Caminos que durà fins a 1962, basada en l'automatització de la major part del procés de producció. Així doncs, l'impacte dels canvis des de la creació fins a l'embotellament suposa l'adéu definitiu als mètodes artesanals d'elaboració de cervesa. L'any 1967, tres anys després de la mort de Rivera Illade, s'adquirí una nova parcel·la al polígon industrial d'A Grela per traslladar-hi la producció, dotant-la de tecnologia avançada i donar resposta a l'èxit de demanda de l'Estrella Galicia, refermant-se en el mercat gallec com a cervesa dominant. L'any 1972, ja amb el trasllat realitzat i la direcció assumida pels nets del fundador José Maria Rivera i Ramón Rivera, s'adaptà l'antiga fàbrica de Cuatro Caminos com a cerveseria que, arribà a servir fins a dos milions de canyes per any (2009).
Amb l'adhesió d'Espanya a la Comunitat Europea l'any 1986 i la caiguda del turisme a principis de la dècada de 1990, el consum dels seus productes minvà en gran manera, tot i que el consum de l'Estrella Galicia remuntà la situació l'any 1994. Després d'aquesta crisi, Espanya es convertí en el tercer productor de cervesa de la Unió Europea, només per darrere d'Alemanya i el Regne Unit. L'any 1993 es comercialitzà la cervesa Reserva Especial 1906, en commemoració de l'any en que s'inaugurà la fàbrica. Gràcies a la investigació de laboratori, dos anys després nasqué la primera cervesa embotellada sense alcohol, que fou anomenada River. Als voltants de 1999, la direcció del conglomerat empresarial es traspassà a la quarta generació, amb Ignacio Rivera Quintana al capdavant i, en qüestió d'un sol lustre, es doblaren les vendes. Mentre que a principis dels noranta, la totalitat del negoci se centrava en la cervesa, a finals de la dècada si sumaren aigües mineral, sucs, sidres i vins.
L'any 2016 baté el seu rècord superant els 400 milions d'euros de facturació, el que suposà un 12,7% més que en l'exercici anterior.

## Selecció de productes

### Cerveses

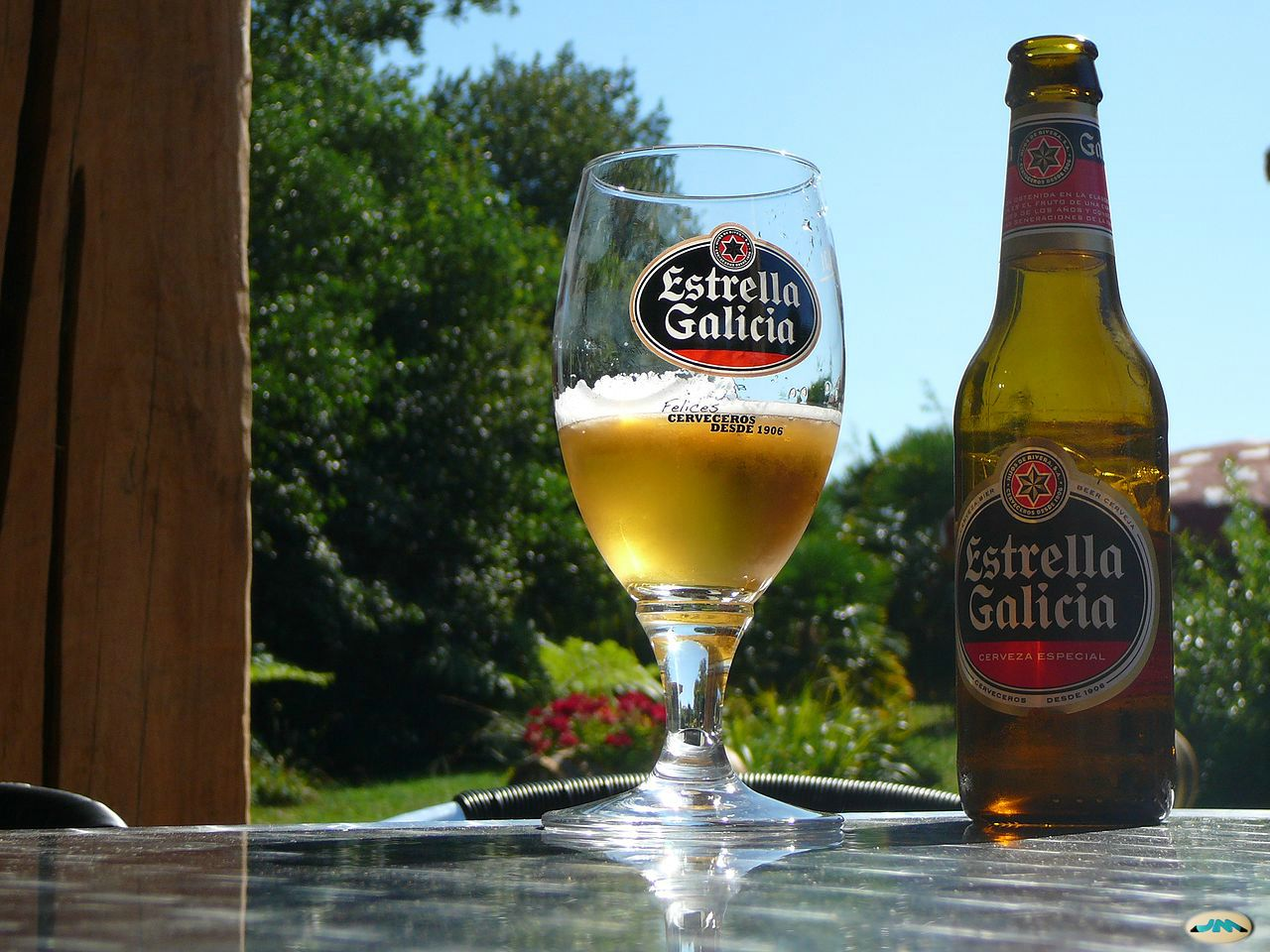
Estrella Galicia

Les principals varietats de cervesa que ofereix l'empresa són:
- Estrella Galicia[6]
- Estrella Galicia Especial
- Reserva Especial 1906
- Special Light
- Shandy Estrella Galicia
- Estrella Galicia 0,0

### Altres
Altres productes que també ofereix l'empresa són:
- Agua de Cabreiroá mineral natural
- Agua de Cabreiroá con gas
- Magma de Cabreiroá
- sidres Maeloc
- vins Ponte da Boga

## Premis i reconeixements
- Premi al Gust Superior[7] de 2012: atorgat per l'Institut Internacional de Gust i Qualitat de Brussel·les, concedit a la cervesa «1906» el reconeixement internacional pel seu gust superior.[8]
- Medalla Castelao de 2013: atorgat per la Xunta de Galícia, pel seu merescut reconeixement de la seva faceta d'activitats.[9]
- Premi al Gust Superior de 2015:[10] atorgat per l'Institut Internacional de Gust i Qualitat, de Brussel·les, concedit a les famílies de cervesa «1906» i d'aigües «Cabreiroá» en tast a cegues.